# Curtiss SC Seahawk
Curtiss SC Seahawk byl jednomotorový pozorovací plovákový letoun zkonstruovaný během druhé světové války společností Curtiss pro Námořnictvo Spojených států amerických aby nahradil starší typy Curtiss SO3C Seamew a Vought OS2U Kingfisher pocházející z roku 1937.

## Vznik a vývoj

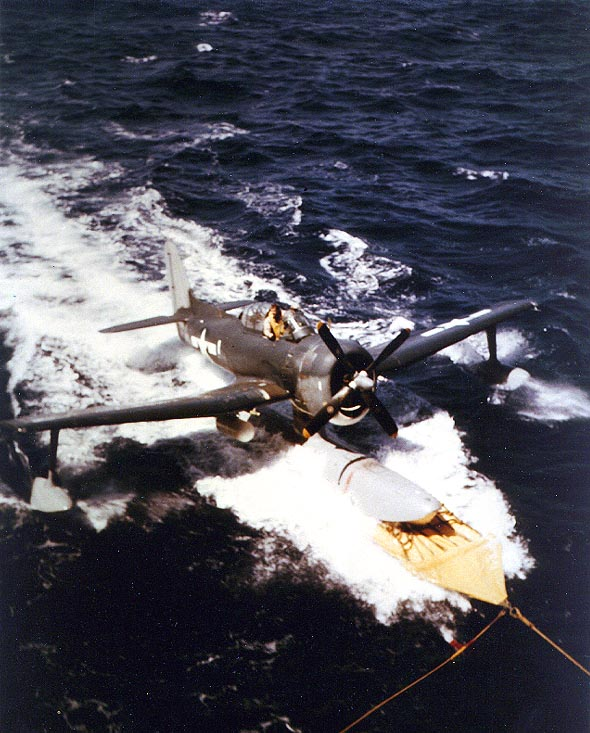
SC-1 vyzdvihávaný na palubu USS Alaska během iwodžimské operace v březnu 1945. Letoun po narolování na přistávací rohož čeká na vyzvednutí palubním jeřábem.

Vývojové práce započaly v červnu 1942, poté co Bureau of Aeronautics US Navy vypsalo požadavky na pozorovací hydroplán. Společnost Curtiss 1. srpna 1942 předložila projekt Seahawku, a 25. srpna jí byla udělena zakázka na dva prototypy a pět předsériových zkušebních strojů. V červnu 1943, ještě před prvním vzletem prototypu, následovala objednávka na 500 sériových exemplářů SC-1.:s.169
Typ byl koncipován jako jednomístný, ale s možností nouzového převozu jednoho pasažéra v zadní části trupu. Letoun byl vyzbrojen dvěma kulomety ráže 12,7 mm v křídle, a dva podkřídelní závěsníky mohly unést bombu o hmotnosti 325 liber (147,4 kg) anebo, pod pravou polovinou křídla, přehledový protilodní radar. Křídlo bylo řešeno jako sklopné. Hlavní plovák byl navržen tak, že obsahoval pumovnici, ve které mohla být alternativně instalována pomocná palivová nádrž.
Prototyp XSC-1 poprvé vzlétl 16. února z letiště u Curtissovy továrny v ohijském Columbusu:s.166 a letové zkoušky pokračovaly do 28. dubna, kdy vzlétl poslední ze sedmi předsériových kusů. Později byly vyrobeny další prototypy verzí XSC-1A a XSC-2, s modifikovaným překrytem kokpitu a dalšími zlepšeními, ale vzhledem ke konci války byla zakázka na 500 kusů provedení SC-2 zrušena po dokončení pouhých deseti kusů.:s.169

## Operační historie

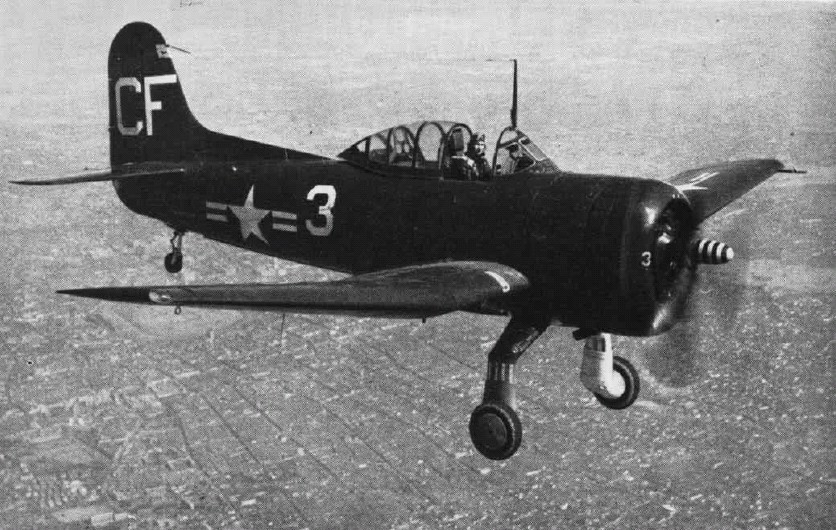
SC-1 z výzbroje lehkého křižníku USS Duluth v letu nad Šanghají, 1948.

První sériové Seahawky byly zařazeny do služby 22. října 1944, na palubě USS Guam.:s.167
Všech 577 kusů posléze převzatých US Navy bylo vyrobeno s pevným kolovým podvozkem a poté přelétnuty na určenou námořní leteckou základnu, kde byly podle potřeby vybaveny plováky firmy Edo, které byly námořnictvem zakoupeny v rámci samostatné zakázky.
Seahawk byl konstruován tak aby mohl být jeho podvozek snadno změněn z plovákového na kolový a naopak, a představoval pravděpodobně nejkvalitnější americký plovákový průzkumný letoun celé druhé světové války, ale jeho protahovaný vývoj znamenal, že vstoupil do služby příliš pozdě na to aby se významněji zapojil do válečných akcí. První zmínka o významnějším zapojení typu do bojů je z doby spojeneckého vylodění na Borneu v červnu 1945. Ke konci války se plovákové letouny stávaly méně potřebnými, a brzy po jejím skončení byl Seahawk nahrazen vrtulníky.
V době své služby byl Seahawk kamuflován v souladu s předpisy US Navy platnými koncem války a těsně po jejím skončení, nejprve tříbarevnou kamufláží v barvách matné tmavomodré (Non-specular Sea Blue) na horních, středně šedomodré (Intermediate Blue) na bočních a bílé (Insignia White) na spodních plochách, a později od podzimu 1944 jednotným nátěrem lesklou tmavě modrou barvou (Glossy Sea Blue) na všech plochách.
Nejsou známy žádné zachované exempláře typu.

## Varianty

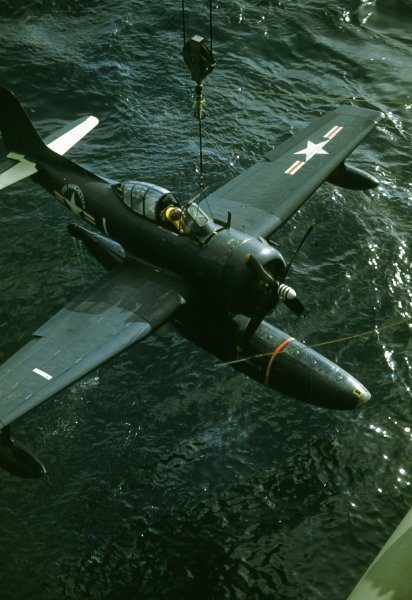
SC-1 Seahawk vyzvedávaný na palubu křižníku USS Manchester během jeho pobytu ve Středozemním moři v letech 1947/1948.

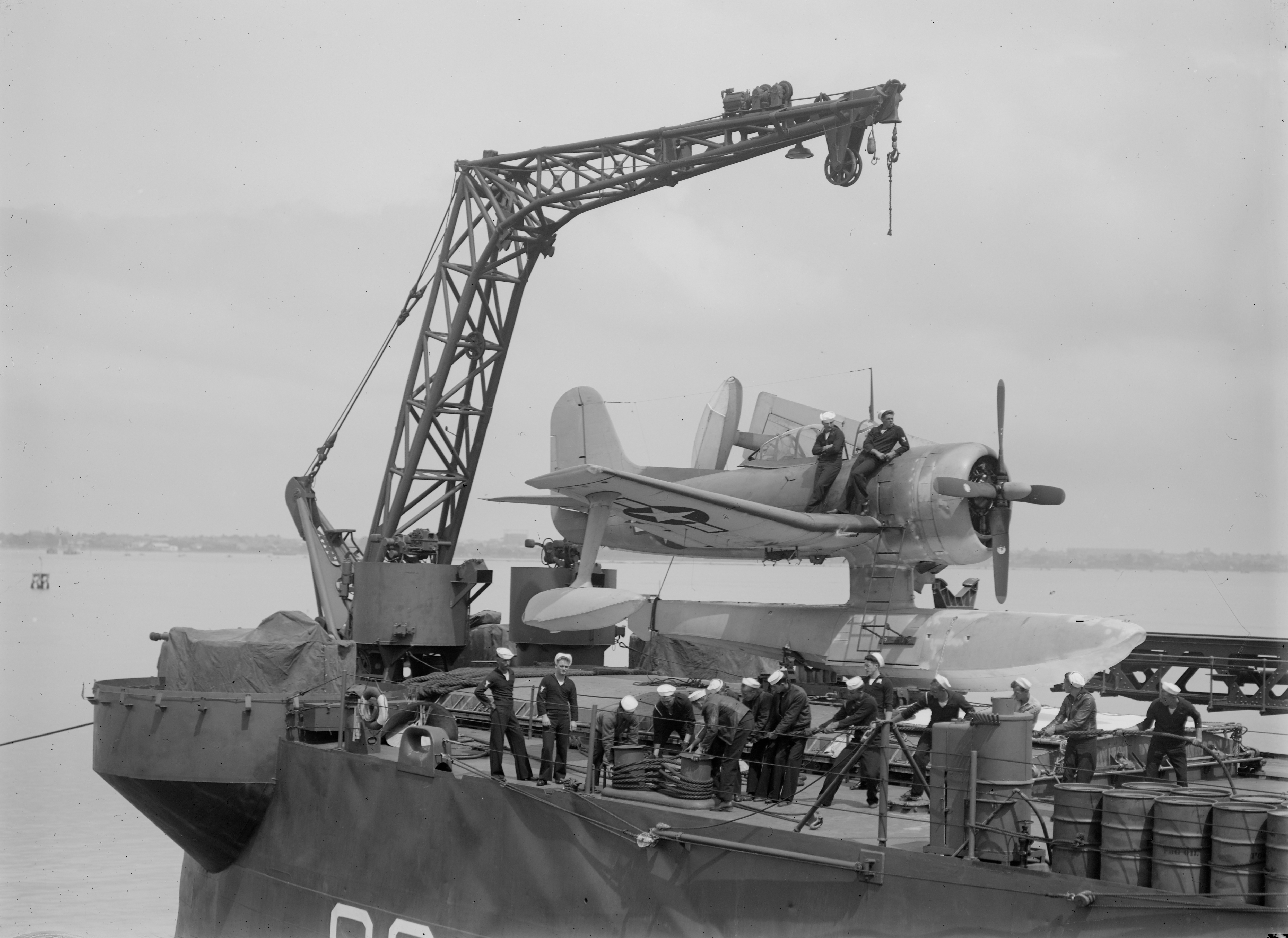
SC-1 na palubě USS Birmingham.

XSC-1
Prototyp.
SC-1
Hlavní sériová verze.
SC-2
Verze s motorem Wright R-1820-76 Cyclone o výkonu 1 425 hp, jednodílným kapkovitým překrytem kabiny bez rámování, nouzovým sedadlem pro cestujícího za pilotním, a změněným tvarem svislé ocasní plochy. Vyrobeno pouze deset kusů.

## Uživatelé
- Spojené státy americké
  - United States Navy

## Specifikace
Data platí pro SC-1 vybavený plováky

### Technické údaje
- Osádka: 1
- Kapacita: možnost nouzového převozu 1 pasažéra na nosítkách
- Délka: 11,08 m (36 stop a 4½ palce)
- Rozpětí křídla: 12,49 m (41 stop)
- Výška: 4,87 m (16 stop)[p 1]
- Nosná plocha: 26,01 m² (280 čtverečních stop)
- Hmotnost prázdného stroje: 2 867 kg (6 320 lb)
- Vzletová hmotnost: 4 082 kg (9 000 lb)
- Pohonná jednotka: 1 × vzduchem chlazený přeplňovaný hvězdicový devítiválec Wright R-1820-62 Cyclone
- Výkon pohonné jednotky: 1 350 hp (1 007 kW)

### Výkony
- Maximální rychlost: 504 km/h (272 uzlů, 313 mph) ve výši 8 700 m (28 600 stop)
- Cestovní rychlost: 210 km/h (113 uzlů, 125 mph)
- Dolet: 1 006 km (543 námořních mil, 625 mil)
- Praktický dostup: 11 370 m (37 300 stop)
- Stoupavost: 12,7 m/s (2 500 stop za minutu)

### Výzbroj
- 2 × 12,7mm kulomet M2 Browning
- 2 × letecká puma o hmotnosti 325 lb (147,4 kg)